# U Minh (huyện)
U Minh là một huyện cũ thuộc tỉnh Cà Mau, Việt Nam.

## Địa lý
Huyện U Minh nằm về phía tây bắc của tỉnh Cà Mau, có vị trí địa lý:
- Phía bắc giáp huyện An Minh, tỉnh Kiên Giang
- Phía đông giáp huyện Thới Bình
- Phía tây giáp Vịnh Thái Lan
- Phía nam giáp huyện Trần Văn Thời.

Về điều kiện tự nhiên: U Minh là vùng đồng bằng duyên hải, đất nhiễm mặn phèn nhiều, nhiều kênh, rạch. Vườn quốc gia U Minh Hạ nằm ở huyện này.

## Hành chính
Huyện U Minh có 8 đơn vị hành chính cấp xã trực thuộc, bao gồm thị trấn U Minh (huyện lỵ) và 7 xã: Khánh An, Khánh Hòa, Khánh Hội, Khánh Lâm, Khánh Thuận, Khánh Tiến, Nguyễn Phích.

## Lịch sử
Ngày 20 tháng 9 năm 1975, Bộ Chính trị ban hành Nghị quyết số 245-NQ/TW về việc hợp nhất tỉnh Bạc Liêu, tỉnh Cà Mau và 2 huyện Vĩnh Thuận, An Biên (ngoại trừ 2 xã Đông Yên và Tây Yên) của tỉnh Rạch Giá sẽ hợp nhất lại thành một tỉnh, tên gọi tỉnh mới cùng với nơi đặt tỉnh lỵ sẽ do địa phương đề nghị lên.
Ngày 20 tháng 12 năm 1975, Bộ Chính trị ban hành Nghị quyết số 19/NQ về việc hợp nhất tỉnh Bạc Liêu và tỉnh Cà Mau thành một tỉnh, tên gọi tỉnh mới cùng với nơi đặt tỉnh lỵ sẽ do địa phương đề nghị lên.
Ngày 24 tháng 2 năm 1976, Chính phủ Cách mạng Lâm thời Cộng hòa miền Nam Việt Nam ban hành Nghị định số 3/NQ/1976 về việc hợp nhất tỉnh Bạc Liêu và tỉnh Cà Mau thành một tỉnh mới, lấy tên là tỉnh Bạc Liêu – Cà Mau.
Ngày 10 tháng 3 năm 1976, Ban đại diện Trung ương Đảng và Chính phủ ban hành Nghị quyết về việc thành lập tỉnh Minh Hải trên cơ sở đổi tên tỉnh Bạc Liêu – Cà Mau.
Ngày 29 tháng 12 năm 1978, Hội đồng Chính phủ ban hành Quyết định số 326-CP về việc thành lập huyện U Minh có 20 xã, 1 thị trấn huyện lỵ (tuy nhiên trong văn bản không ghi rõ tên các xã, thực tế chỉ có 3 xã: Khánh An, Khánh Lâm, Nguyễn Phích của huyện Thới Bình).
Ngày 25 tháng 7 năm 1979, Hội đồng Chính phủ ban hành Quyết định số 275-CP về việc:
- Chia xã Nguyễn Phích thành 3 xã: Nguyễn Phích, Nguyễn Phích A, Nguyễn Phích B và thị trấn U Minh.
- Chia xã Khánh An thành 3 xã: Khánh An, Khánh Hiệp, Khánh Minh,
- Chia xã Khánh Lâm thành 5 xã: Khánh Hòa, Khánh Hội, Khánh Lâm, Khánh Tân, Khánh Tiến.

Ngày 2 tháng 2 năm 1991, Ban Tổ chức – Cán bộ của Chính phủ ban hành Quyết định số 51/QĐ-TCCP về việc:
- Sáp nhập xã Khánh Hiệp và xã Khánh Minh vào xã Khánh An.
- Sáp nhập xã Nguyễn Phích A và xã Nguyễn Phích B vào xã Nguyễn Phích.
- Sáp nhập xã Khánh Hội và xã Khánh Tân vào xã Khánh Lâm.
- Sáp nhập xã Khánh Thới thuộc huyện Thới Bình vào xã Khánh An thuộc huyện U Minh.

Huyện U Minh lúc này gồm có thị trấn U Minh và 5 xã: Khánh An, Khánh Hòa, Khánh Lâm, Khánh Tiến, Nguyễn Phích.
Ngày 6 tháng 11 năm 1996, Quốc hội ban hành Nghị quyết về việc chia tỉnh Minh Hải thành tỉnh Bạc Liêu và tỉnh Cà Mau. Khi đó, huyện U Minh thuộc tỉnh Cà Mau.
Ngày 22 tháng 4 năm 2003, Chính phủ ban hành Nghị định số 41/2003/NĐ-CP về việc thành lập xã Khánh Hội trên cơ sở 3.360,80 ha diện tích tự nhiên và 9.780 người của xã Khánh Lâm.
Ngày 4 tháng 6 năm 2009, Chính phủ ban hành Nghị quyết số 24/NQ-CP về việc thành lập xã Khánh Thuận trên cơ sở điều chỉnh 17.148 ha diện tích tự nhiên và 13.127 người của xã Khánh Hòa.
Ngày 12 tháng 6 năm 2025, Quốc hội ban hành Nghị quyết số 202/2025/QH15 về việc sắp xếp đơn vị hành chính cấp tỉnh (nghị quyết có hiệu lực từ ngày 12 tháng 6 năm 2025). Theo đó, sáp nhập tỉnh Bạc Liêu vào tỉnh Cà Mau.
Ngày 16 tháng 6 năm 2025, Quốc hội ban hành Nghị quyết số 203/2025/QH15 về việc Sửa đổi, bổ sung một số điều của Hiến pháp nước Cộng hòa xã hội chủ nghĩa Việt Nam. Theo đó, kết thúc hoạt động của đơn vị hành chính cấp huyện trong cả nước từ ngày 1 tháng 7 năm 2025.

## Dân số
Huyện U Minh có diện tích 774,14 km², dân số năm 2019 là 100.876 người, mật độ dân số đạt 130 người/km².
Huyện U Minh có diện tích 775,89 km², dân số quy đổi tính đến ngày 31/12/2022 là 133.789 người, mật độ dân số đạt 172 người/km².
Huyện U Minh có diện tích 775,90 km², dân số quy đổi tính đến ngày 31/12/2024 là 136.371 người, mật độ dân số đạt 175 người/km².

## Văn hóa - du lịch
Huyện U Minh nổi tiếng với rừng U Minh.

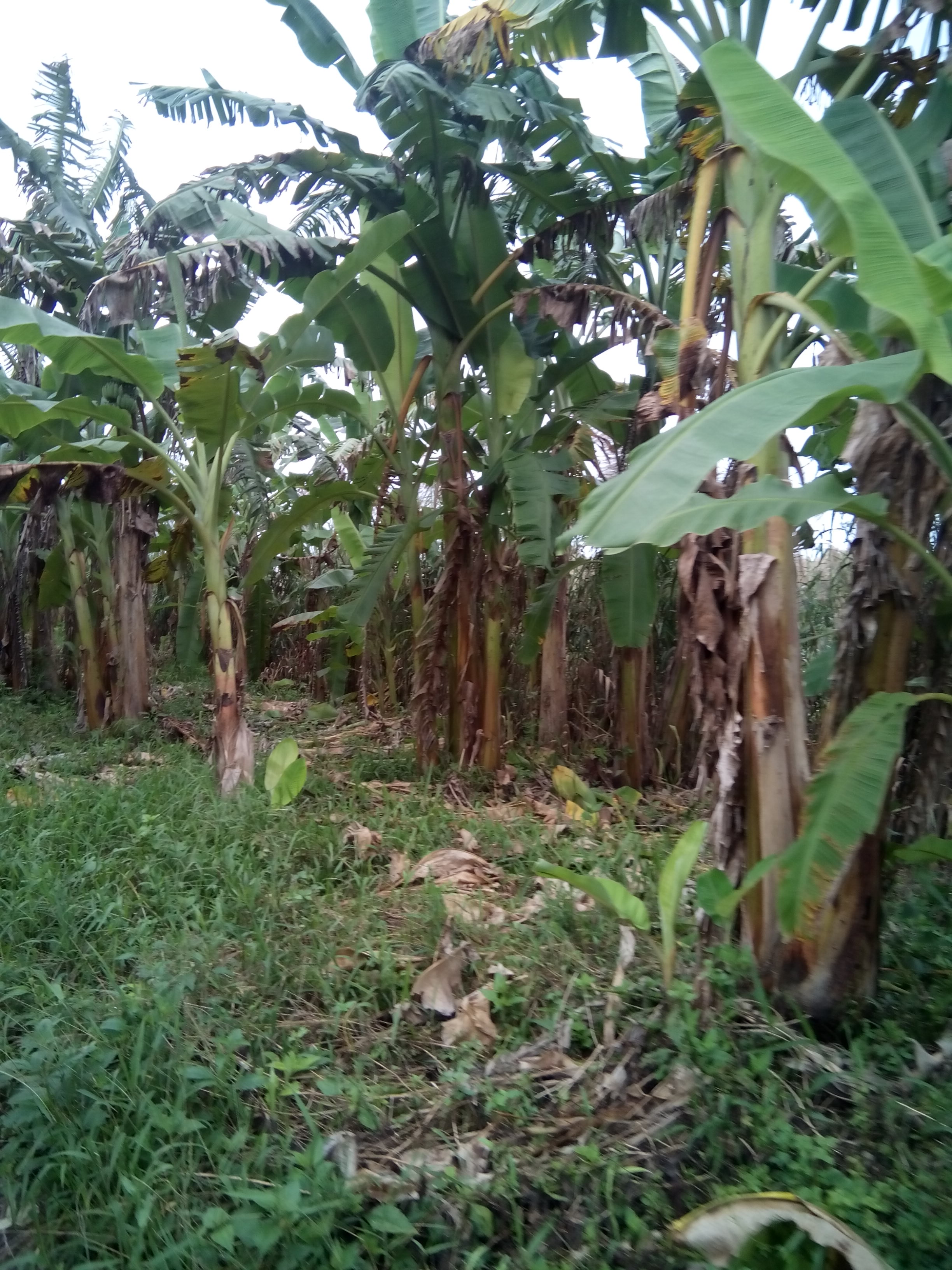
Chuối tại vườn quốc gia U Minh Hạ

Tại đây cũng là nơi có Dự án Khí - Điện - Đạm Cà Mau được xây dựng tại xã Khánh An. Giao thông đi lại của huyện này chủ yếu là đường sông, đường bộ kém phát triển. Cùng với vùng U Minh Thượng, rừng U Minh được mọi người biết đến nhiều trong tác phẩm Đất rừng phương Nam của Đoàn Giỏi. Địa bàn huyện này thuộc Khu dự trữ sinh quyển Mũi Cà Mau đã được UNESCO công nhận là khu dự trữ sinh quyển thế giới.

## Giao thông
Giao thông ở U Minh chủ yếu bằng đường thủy qua hệ thống kênh rạch. Tuyến đường 14 km với hai làn xe, bề mặt rải nhựa đường nối thành phố Cà Mau với Tổ hợp khí điện đạm Cà Mau.